# گوتیک راک
گوتیگ راک یا گاتیک راک (به انگلیسی: Gothic rock) (بعضی وقت‌ها «گوث راک» یا به سادگی «گوث» گفته می‌شود) یکی از فرم‌های موسیقی راک است که در سال‌های پایانی دههٔ ۷۰ میلادی و با شاکلهٔ موسیقی پست-پانک و موسیقی موج نو پدید آمد.
این ژانر از موسیقی راک، که دارک ویو نیز نامیده می‌شود، در اروپا و کم‌کم در سطح جهان تبدیل به یک خرده فرهنگ شد که از آن به نام "خرده فرهنگ گت (گات) " نام برده می‌شود و کسانی که به این موسیقی علاقه‌مند هستند، خود را "گات" می‌نامند. اولین گروه‌هایی که با برچسب گاتیک راک شناخته شدند شامل گروه‌های باوهاوس جوی دیویژن، د سیسترز آو مرسی، د کیور، کوکتو توینز، سوزی اند د بنشیر است.